# JNNニュースバード (テレビ番組)
JNNニュースバード（ジェイエヌエヌ ニュースバード）は、TBSテレビが運営するCS放送局のTBS NEWSおよびTBSほかJNN系列局の一部で平日早朝に生放送されていたニュース番組。
本項目では便宜上、中澤有美子がメインキャスターを務めていた時期を第1期、中澤の降板後を第2期として解説する。

## 概要
- 2004年10月より放送開始。2008年3月終了。
- 番組タイトルには、同局が運営する24時間ニュース専門チャンネルの当時の名称である「JNNニュースバード」が使われ、2006年4月1日にチャンネル名称が「TBSニュースバード」に変更後も、2008年3月までは「JNNニュースバード」として放送が続けられていた。ただし、同番組はCS放送のオリジナル番組でもあったため、いわゆるJNNのJNN協定（『JNN冠がつく番組は報道特番も含め系列全局が同時ネット放送しなければならない』という規定）対象外番組であった。それでも一部のTBS系列局は番組購入などの形でネットしていた。
- 2009年現在でも、地上波TBSではニュースバードをフィラーでは無く、同局の補完番組、また早朝のニュース情報枠という「TBS編成上の位置付け」により定時番組扱いで放送しているが、深夜から早朝にかけてのクッション番組としての役割を持つ側面が非常に強く、TBSの番組編成が最優先される結果、放送開始・終了時間の変動や「JNNニュースバード」としての放送が休止する事態が多々発生している。その一方で、TBSでは同番組が飛び乗り・飛び降りでの放送にならないように配慮されている。
- 上記以外にも、関東地方の詳細な天気予報を伝えるなど、衛星放送・ケーブルテレビを通して全国放送されている番組でありながら、いわゆる関東ローカル部分がそのまま放送されている。

### 第1期
- 放送開始から2007年3月30日までは、フリーアナウンサーの中澤有美子がメインキャスターを務めていた為、ニュースバードの番組表には「JNNニュースバード@中澤有美子」と表記されていた。
- 番組では「ネタのう」「オハのう（脳）!」「ドクター月尾・地球の方程式」などのミニコーナーや、曜日別キャスターのキャラクターを生かした日替わりコーナーが用意されており、地上波の視聴者を意識した番組構成となっていた。
- 先述の事情から、2007年3月30日の最終回（中澤キャスター最後の出演の回）の放送も5時05分 - 5時25分に短縮された。

### 第2期
- 中澤キャスター降板後、2007年4月からは番組内容が大幅に変更され、ストレートニュースが中心となり、他局との差別化を図る。
- 2007年10月よりメインキャスターを廃してキャスター1人で伝える体制へ変更。この背景のひとつには6月に柴山延子キャスターが声帯の不調を訴えて2週間ほどニュースバードを休むなど、未明・早朝帯の2人体制ではキャスター陣の体調管理面に支障が出たからである。
- 2008年1月4日の放送は放送機器のトラブルにより放送できない地域があった。TBSではカラーバーで5時半前まで、CMなしで「みのもんたの朝ズバッ!」に突入した（「朝ズバッ!」内で当番組の放送不能の理由の説明・謝罪をした）。また、その3日後の1月7日は5時15分から放送開始となった（新聞発表では、4時45分から放送開始の予定だった）。
- 2008年3月27日は赤坂サカスの特設ステージから放送し、「ドクター月尾地球の方程式」を初めて生放送した。
- 2008年3月28日「JNNニュースバード」のタイトルでの放送は終了。この日から地上波TBSテレビと一部の系列局では「早ズバッ!ナマたまご」が放送を開始したこともあり、最終回は45分（4時30分 - 5時15分）に短縮された。後枠には同年3月31日よりあさいちバードがスタートした（ただし、地上波TBSテレビでは4月2日からスタート）。

## 歴代の出演者

### メインキャスター
- 中澤有美子（2004年10月 - 2007年3月・MC担当）
- 柴山延子（2007年4月 - 9月・大村と隔週交代で月 - 水曜MC担当）
- 大村絵美（2007年4月 - 6月・柴山と隔週交代で月 - 水曜MC担当、2007年7月 - 9月・木 - 金曜MC担当）
- 汾陽麻衣（2007年4月 - 6月・木 - 金曜MC担当）
- 松井陽子（2007年7月 - 9月・月 - 水曜MC担当）

2007年10月よりキャスター1人体制へ変更。　

### キャスター
月曜日
- 柴山延子（2004年10月 - 2005年3月・月曜サブ担当）
- 藤田真奈美（2005年4月 - 9月・月曜サブ担当）
- 島ひとみ（2005年10月 - 2006年3月・月曜サブ担当）
- 永谷裕香（2006年4月 - 9月・月曜サブ担当）
- 鹿島千穂（2006年10月 - 2007年3月・月曜サブ担当）
- 黒木奈々（2007年4月 - 2008年3月・2007年9月までは月曜サブ担当）

火曜日
- 中野知美（2004年10月 - 2006年3月・火曜サブ担当）
- 島ひとみ（2006年4月 - 2007年3月・火曜サブ担当）
- 小川亜希子（2007年4月 - 9月・火曜サブ担当）
- 松井陽子（2007年10月 - 2008年3月・火曜隔週交代）
- 柴山延子（2007年10月 - 12月・火曜隔週交代）
- 曽根純恵（2008年1月 - 3月・火曜隔週交代）

水曜日
- 曽根純恵（2004年10月 - 2006年3月・水曜サブ担当）
- 松井陽子（2006年4月 - 2007年3月・水曜サブ担当）
- 中村亜裕美（2007年4月 - 9月・水曜サブ担当）
- 大村絵美（2007年10月 - 2008年3月・水曜担当）

木曜日
- 水野真里子（2004年10月 - 2006年3月・木曜サブ担当）
- 滝本沙奈（2006年4月 - 2007年3月・木曜サブ担当）
- 杉浦舞（2007年4月 - 2008年3月・2007年9月までは木曜サブ担当）

金曜日
- 松井陽子（2004年10月 - 2006年3月・金曜サブ担当）
- 古川枝里子（2006年4月 - 9月・金曜サブ担当）
- 小川亜希子（2006年10月 - 2007年3月・金曜サブ担当）
- 滝本沙奈（2007年4月 - 9月・金曜サブ担当、2007年10月 - 2008年3月・金曜隔週交代）
- 小川亜希子（2007年10月 - 2008年3月・金曜隔週交代）

### 気象予報士
- 増田雅昭（2008年3月時点で月 - 水曜、曜日変動あり）
- 元井美貴（2008年3月時点で木、金曜）
- 真壁京子（2006年3月まで火、木曜担当、2006年4月 - 2007年3月・火 - 金曜担当、曜日変動あり）

など

## 放送時間
- 月曜　4:45 - 5:30
- 火曜 - 金曜　4:30 - 5:30

※ただしTBS地上波の番組編成が最優先される為、放送時間の変動が多々見られる。

### 再放送
- 月曜 - 金曜　5:30 - 6:30（TBSニュースバード）

都合により、再放送されない場合がある。

## 第1期で放送されていたコーナーなど

### ミニコーナー
- 「ドクター月尾・地球の方程式」
- 「ネタのう」

その日にちなんだ豆知識をクイズ形式で伝えていた。
- 「オハのう（脳）!」（ナレーター：TBSアナウンサー・山田愛里）

脳力アップクイズ。キャスターも一緒に考えて解答しており、結果に一喜一憂する様子が人気であった。たまに奇想天外な答えが出ることもあった。詳しくは島ひとみ、曽根純恵の記事を参照。
- 「朝どりランキング」

さまざまなランキングを紹介していた。

### 日替わりコーナー
いずれも各曜日のサブキャスターが担当しているほか、同日15時台などに再放送されていた。2007年3月時点。
- （火曜）「時代が見える!週間モノ★ファイル」
- （水曜）「陽子のこれ!見たいけん」
- （木曜）「沙奈の必修!お仕事ゼミナール」
- （金曜）「週末グッドライフ」（週末グッドライフは、現在土曜早朝に放送中）

## 第2期当時のタイムテーブル

### 4:30
- オープニング・ニュース・天気予報
- BIRD'S UP

昨日の主なニュースを振り返り、詳細に伝える。「イブニング・ファイブ」「筑紫哲也 NEWS23」のニュース映像がそのまま使用される場合もある。
月曜日のみ4:45以降に放送。
- ニュースフラッシュ

### 4:45
- 天気予報

この時間は関東地方の詳細な天気予報を中心に伝える。
- JNNローカルニュース

JNN28局が発信した列島ニュースを伝える。尚、ニュース映像はJNN系列局で夕方に放送されたローカルニュースをほぼそのまま流用している。月曜日は休止。
参照：JNN夕方ローカルニュース一覧
- スポーツコーナー
- エコノチェック

昨日の経済情報を伝える。月曜日は休止。

### 5:00
- ヘッドライン

ニュース・スポーツ・天気予報
- 最新ニュース・ニュースフラッシュ
- 天気予報（newsbird weather）

### 5:15
- スポーツコーナー
- ドクター月尾　地球の方程式

東京大学名誉教授の月尾嘉男が現代文明論を毎週1つのテーマに沿って、様々な視点から語る。
現在の聞き手は黒木奈々。2007年3月までは中澤有美子が務めていた。
日曜日21時から21時20分ごろに1週間の再放送がある。
- ニュース・JNN News i
- 天気予報
- エンディング